# Olympische Sommerspiele 2016/Fußball/Frauen/Qualifikation (CAF)
Als Qualifikation zum Turnier der Frauen bei den Olympischen Sommerspielen 2016 für die Mannschaften aus dem Bereich der CAF diente zum vierten Mal ein über vier Runden laufendes Qualifikationsturnier, durch das sich zwei Mannschaften für die Olympischen Spiele qualifizierten. Das Turnier war geprägt von Absagen mehrerer Mannschaften, teils aufgrund der Ebolafieber-Epidemie, teils aufgrund administrativer oder finanzieller Probleme. Da zwei Mannschaften bereits in der ersten Runde zurückzogen, fanden in der ersten Runde keine Spiele statt. Erstmals nahmen die Fußballnationalmannschaften der Frauen der Elfenbeinküste, der Republik Kongo und von Kenia teil, das zwar schon für 2004 gemeldet, dann aber zurückgezogen hatte. Von den afrikanischen Teilnehmern der WM 2015 konnte sich keine Mannschaft qualifizieren, wobei Kamerun erst in der vierten Runde aufgrund der Auswärtstorregel gegen Simbabwe ausschied, das sich damit erstmals für ein interkontinentales Turnier qualifizieren konnte. Als zweite afrikanische Mannschaft qualifizierten sich die Südafrikanerinnen, die bereits 2012 in London dabei waren.

## Modus
Alle Spiele sollten in Hin- und Rückspiel ausgetragen werden, wobei bei Torgleichheit die Auswärtstorregel galt und falls diese auch zu keiner Entscheidung führte, eine Verlängerung folgte mit ggf. erneuter Anwendung der Auswärtstorregel oder einem Elfmeterschießen. Letzteres kam aber nicht zur Anwendung.
Von den 18 gemeldeten Mannschaften sollten vier Mannschaften in der ersten Runde gegeneinander antreten, da Guinea-Bissau und Libyen aber zurückzogen, erreichten Gabun und Liberia kampflos wie die bereits 14 für die zweite Runde gesetzten Mannschaften die zweite Runde. Die 16 verbliebenen Mannschaften spielten in der zweiten Runde acht Mannschaften für die dritte Runde aus, wobei erneut drei Mannschaften zurückzogen. In der dritten Runde wurden die vier Mannschaften der vierten Runde ermittelt, die in dieser dann die zwei afrikanischen Teilnehmer für die Olympischen Spiele ermittelten.
Die mit „*“ markierten Mannschaften qualifizierten sich jeweils für die nächste Runde.

### Erste Runde
| 24.04.2015 | Guinea-Bissau | – | Liberia       | nicht ausgetragen, da Guinea-Bissau zurückzog |
|            | Gabun         | – | Libyen        | nicht ausgetragen, da Libyen zurückzog        |
| 08.05.2015 | Liberia*      | – | Guinea-Bissau | nicht ausgetragen, da Guinea-Bissau zurückzog |
|            | Libyen        | – | Gabun*        | nicht ausgetragen, da Libyen zurückzog        |

### Zweite Runde
Die Spiele der Mannschaften aus der Elfenbeinküste, Kamerun und Nigeria wurden vorgezogen um diesen Mannschaften genug Zeit zur Vorbereitung auf die WM 2015 zu gewähren. Letztlich wurden diese Spiele aber nicht ausgetragen, da die Gegner zurückzogen, wodurch den afrikanischen WM-Teilnehmern aber auch Spielpraxis für die WM fehlte und nur Kamerun die Vorrunde überstand.
| 02.05.2015 | Liberia           | – | Kamerun          | nicht ausgetragen, da Liberia zurückzog                              |
| 08.05.2015 | Kamerun*          | – | Liberia          | nicht ausgetragen, da Liberia zurückzog                              |
| 09.05.2015 | Nigeria           | – | Mali             | nicht ausgetragen, da Mali zurückzog                                 |
| 16.05.2015 | Mali              | – | Nigeria*         | nicht ausgetragen, da Mali zurückzog                                 |
| 22.05.2015 | Elfenbeinküste    | – | Tunesien         | nicht ausgetragen, da Tunesien zurückzog                             |
|            | Botswana          | – | Kenia            | 2:1 (2:0)                                                            |
| 23.05.2015 | Gabun             | – | Südafrika        | 2:3 (1:2)                                                            |
|            | Republik Kongo    | – | Äquatorialguinea | 0:3 (0:3)                                                            |
|            | Ägypten           | – | Ghana            | 1:1 (0:1)                                                            |
| 24.05.2015 | Sambia            | – | Simbabwe         | 2:1 (2:0)                                                            |
| 29.05.2015 | Tunesien          | – | Elfenbeinküste*  | nicht ausgetragen, da Tunesien zurückzog                             |
| 31.05.2015 | Simbabwe*         | – | Sambia           | 1:0 (1:0) – Simbabwe aufgrund der Auswärtstorregel eine Runde weiter |
|            | Ghana*            | – | Ägypten          | 3:0 (0:0)                                                            |
|            | Südafrika*        | – | Gabun            | 5:0 (3:0)                                                            |
|            | Kenia*            | – | Botswana         | 1:0 (0:0) – Kenia aufgrund der Auswärtstorregel eine Runde weiter    |
|            | Äquatorialguinea* | – | Republik Kongo   | 4:0                                                                  |

### Dritte Runde
| 18.07.2015 | Südafrika         | – | Kenia            | 1:0 (0:0)                                                                                 |
|            | Kamerun           | – | Ghana            | 1:1 (0:1)                                                                                 |
|            | Nigeria           | – | Äquatorialguinea | 1:1 (1:0)                                                                                 |
| 19.07.2015 | Elfenbeinküste    | – | Simbabwe         | 3:0, Wertung am grünen Tisch, da Simbabwe nicht antrat.                                   |
| 01.08.2015 | Ghana             | – | Kamerun*         | 2:2 (1:1) – Kamerun aufgrund der Auswärtstorregel eine Runde weiter                       |
| 02.08.2015 | Kenia             | – | Südafrika*       | 0:1 (0:1)                                                                                 |
|            | Äquatorialguinea* | – | Nigeria          | 2:1 n. V. (1:1, 0:1)                                                                      |
| 23.08.2015 | Simbabwe*         | – | Elfenbeinküste   | nicht ausgetragen, da die Ivorerinnen nicht antraten, Simbabwe dadurch eine Runde weiter. |

### Vierte Runde
| Datum      |                  | Ergebnis  |                  |
| ---------- | ---------------- | --------- | ---------------- |
| 03.10.2015 | Südafrika        | 0:0       | Äquatorialguinea |
| 18.10.2015 | Äquatorialguinea | 0:1 (0:1) | Südafrika        |
| Gesamt:    | Südafrika        | 1:0       | Äquatorialguinea |

| Datum      |          | Ergebnis  |          |
| ---------- | -------- | --------- | -------- |
| 03.10.2015 | Kamerun  | 2:1 (0:1) | Simbabwe |
| 18.10.2015 | Simbabwe | 1:0 (1:0) | Kamerun  |
| Gesamt:    | Kamerun  | (a)2:2(a) | Simbabwe |